# Acanthobrama hulensis
Acanthobrama hulensis је зракоперка из реда Cypriniformes. 

## Угроженост
Ова врста је наведена као изумрла, што значи да нису познати живи примерци.

## Распрострањење
Ареал врсте је био ограничен на једну државу, Израел. 

## Станиште
Ранија станишта врсте су укључивала мочварна подручја, језера и језерске екосистеме, и слатководна подручја. 